# Manoir de Saint-Lucas
Le manoir de Saint-Lucas est situé à Plescop en France.

## Localisation
Le manoir est situé sur le territoire de la commune de Plescop, au lieu-dit Saint-Lucas, dans le département du Morbihan en région Bretagne.

## Description
Le manoir date du XVIIe siècle, édifice à un étage carré, élévation à travées, construit en moellons sans chaîne en pierre de taille de granite, toiture à longs pans à ruellée couverte d'ardoises, pignon découvert. Escalier dans-œuvre ; escalier tournant à retours avec jour, escalier à vis sans jour.

## Historique
Les vestiges du manoir sont inscrits à l'inventaire général du patrimoine culturel.